# Modalidad de género
Modalidad de género es un término que se usa para describir cuándo el sexo asignado a alguien al nacer coincide o no con su identidad de género actual. A veces esto incluye la expresión de género. Las dos modalidades de género notables son cisgénero y transgénero. La persona puede ser genderqueer, un término que a menudo se usa como un término general para identidades no cisnormativas.
Se conocen otras modalidades de género, además de cis y trans, como ipso e isogénero. Transgénero, como término global, puede incluso abarcar experiencias de variación de género, en las que un ser solo por ser marimacho, andrógino o afeminado ya sería enmarcado como trans, incluso si se identifican con su género nativo. Un estudio publicado por The Trevor Project revela que solo la mitad de las personas no binarias se consideran trans. Las personas intersexuales también pueden considerarse intergénero o reclamar otras modalidades específicas además de cis y trans, como ultergénero e ipsogénero, incluso los géneros son binarios.